# Rube Goldberg
Reuben Garrett Lucius Goldberg (São Francisco, 4 de julho de 1883 – Nova Iorque, 7 de dezembro de 1970) foi um cartunista, artista plástico, escultor e inventor norte-americano. 
Goldberg era mais conhecido por seus desenhos animados populares retratando dispositivos complicados que executam tarefas simples de maneiras indiretas e complicadas. Os desenhos animados levaram à expressão "máquinas de Rube Goldberg" para descrever dispositivos e processos semelhantes. Goldberg recebeu muitas homenagens em sua vida, incluindo o Prêmio Pulitzer de cartunismo político em 1948, o Prêmio T-Square da National Cartoonists Society em 1955, e o Prêmio Banshees 'Silver Lady em 1959.
Foi membro fundador e primeiro presidente da National Cartoonists Society dos EUA, que hospeda o Prêmio Reuben anual, homenageando o melhor cartunista do ano e batizado em homenagem a Goldberg, que ganhou o prêmio em 1967. Ele é a inspiração para competições internacionais conhecidas como Rube Goldberg Machine Competition, que desafia os participantes a criar uma máquina complicada para realizar uma tarefa simples.

## Biografia

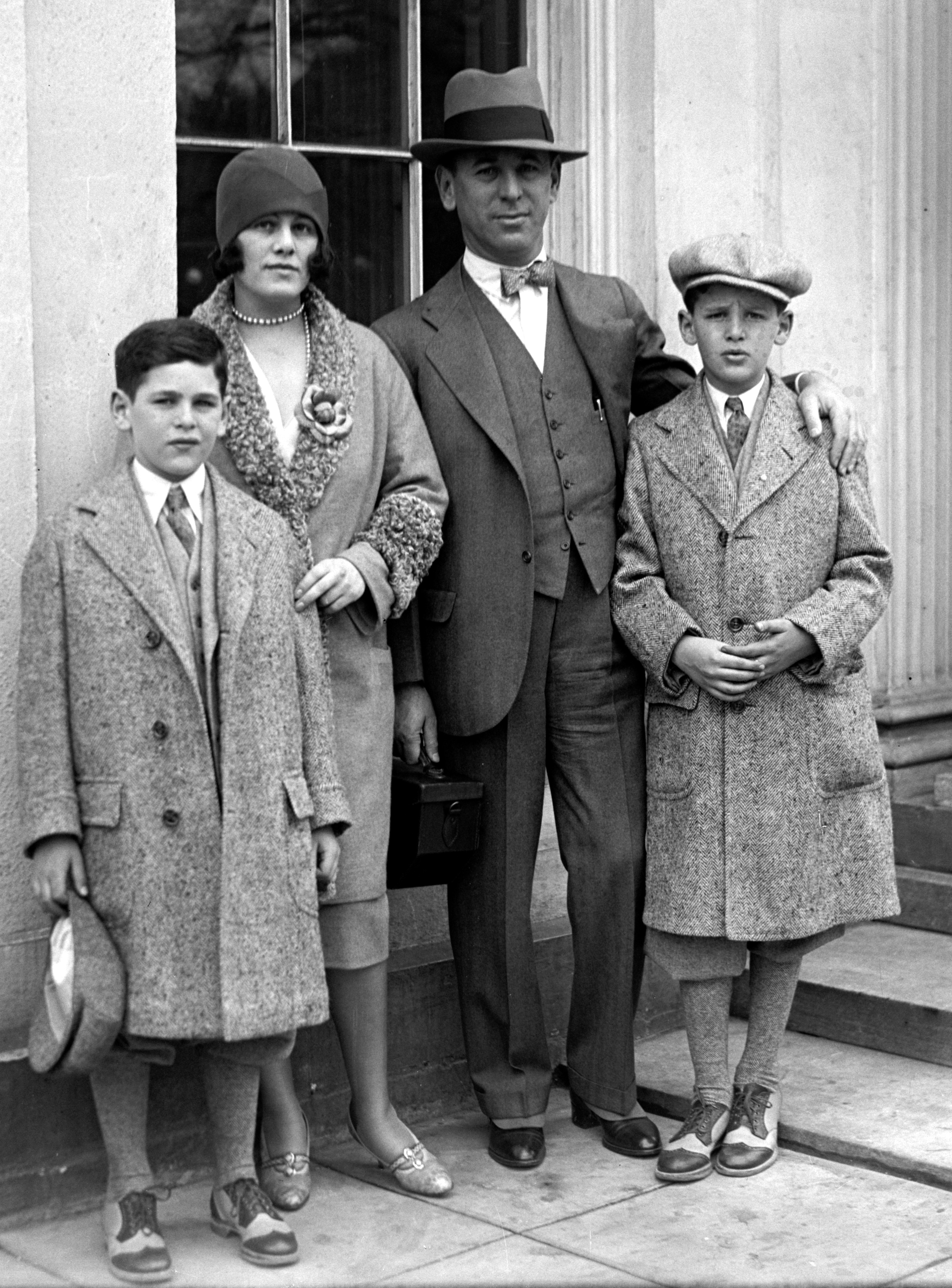
Rube Goldberg com a família, 1929

Goldberg nasceu em São Francisco, na Califórnia, em 1883, em uma família judaica. Era filho de Max e Hannah (Cohn) Goldberg. Robe era o terceiro entre os sete filhos do casal, sendo que três deles morreram ainda crianças. Seu irmão mais velho, Garrett e os irmãos mais novos, Walter e Lillian sobreviveram. Robe começou a desenhar com apenas quatro anos de idade e chegou a ter aulas particulares com um pintor local.
Seu pai era policial e comissário do corpo de bombeiros da cidade, que o encorajou desde pequeno a seguir carreira na área da engenharia. Rube se formou na Universidade da California, Berkeley em 1904 com um diploma em Engenharia e foi contratado pela cidade de San Francisco como engenheiro para o Departamento de Água e Esgoto. Depois de seis meses, ele renunciou a seu cargo na cidade para ingressar no San Francisco Chronicle, onde se tornou cartunista esportivo. No ano seguinte, ele conseguiu um emprego no San Francisco Bulletin, onde permaneceu até que se mudou para Nova York em 1907, encontrando emprego como cartunista esportivo no New York Evening Mail.

## Carreira
O primeiro sucesso público de Goldberg foi uma história em quadrinhos chamada Foolish Questions, começando em 1908. Os cartuns de invenção começaram em 1912. O New York Evening Mail foi distribuído para o primeiro sindicato de jornal, o McClure Newspaper Syndicate, dando os cartuns de Goldberg uma distribuição mais ampla e, em 1915, ganhava US$ 25 000 por ano e era considerado o cartunista mais popular da América pelo jornal. Arthur Brisbane ofereceu a Goldberg US$ 2 600 por ano em 1911 em uma tentativa malsucedida de fazê-lo se mudar para rede de jornais de William Randolph Hearstr, e em 1915 aumentou a oferta para US$ 50 000 por ano. Em vez de perder Goldberg para Hearst, o New York Evening Mail correspondeu à oferta de salário e formou o Evening Mail Syndicate para distribuir os cartuns de Goldberg nacionalmente.
Em 1916, Goldberg criou uma série de sete curtas-metragens que enfocam aspectos humorísticos de situações cotidianas  na forma de um cinejornal animado. Os sete filmes foram lançados nessas datas em 1916: 8 de maio, The Boob Weekly; 22 de maio, ano bissexto; 5 de junho, The Fatal Pie; 19 de junho, de mecânico de cozinha a estrela de cinema; 3 de julho, Nutty News; 17 de julho, Home Sweet Home; 31 de julho, perdendo peso.
Goldberg foi sindicado pelo McNaught Syndicate de 1922 a 1934.
Artista prolífico, estima-se que Goldberg criou 50 000 desenhos animados durante sua vida. Alguns desses desenhos incluem Mike e Ike (eles se parecem), Boob McNutt , Foolish Questions,  What Are You Kicking About , Telephonies, Lala Palooza, The Weekly Meeting of the Tuesday Women's Club, e a tira de novela estranhamente séria, Doc Wright, que funcionou por 10 meses começando em 29 de janeiro de 1933.
A série de desenhos animados que lhe trouxe fama duradoura foi The Inventions of Professor Lucifer Gorgonzola Butts, A.K., publicada no Collier's Weekly de 26 de janeiro de 1929 a 26 de dezembro de 1931. Nessa série, Goldberg desenhou esquemas rotulados na forma de pedidos de patentes de personagens cômicos intrincadas "invenções" que mais tarde levariam seu nome.  O personagem do professor Butts foi baseado no professor de Rube, Frederick Slate , do College of Mining and Engineering da University of California, onde Rube frequentou de 1901 a 1903. Frederick Slate deu a seus alunos de engenharia a tarefa de construir uma balança que pudesse pesar a terra. A escala era chamada de “Barodik”. 
Para Goldberg, isso exemplificava uma combinação cômica de seriedade e ridículo que viria a servir de inspiração para sua obra.

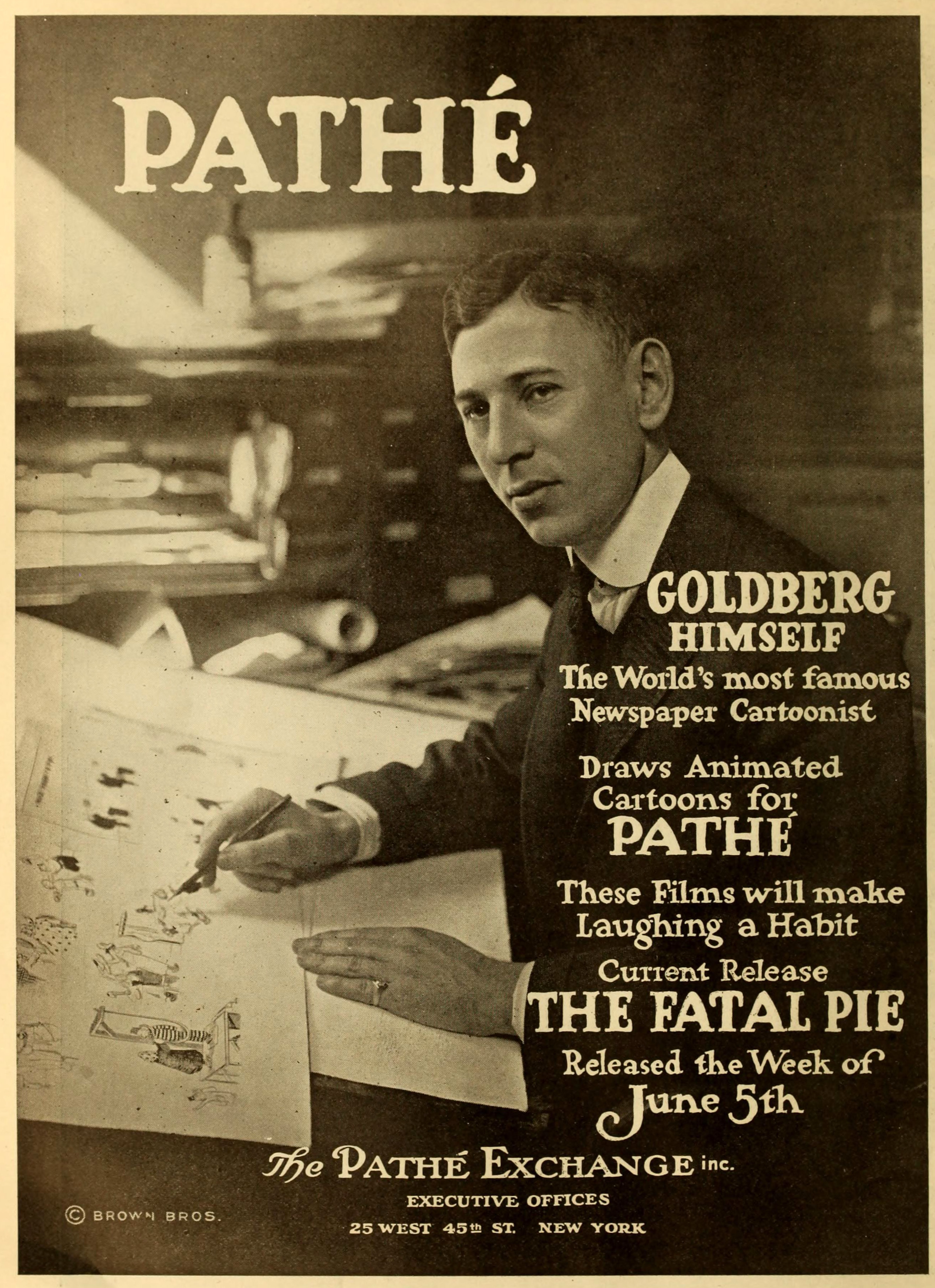
Rube Goldberg (1916)

De 1938 a 1941, Goldberg desenhou duas tiras semanais para o Register and Tribune Syndicate: Brad and Dad (1939-1941) e Side Show (1938-1941), uma continuação dos desenhos de invenção.
A partir de 1938, Goldberg trabalhou como cartunista editorial para o New York Sun. Ele ganhou o Prêmio Pulitzer de Cartum Editorial de 1948 por um desenho intitulado "Paz Hoje". Ele se mudou para o New York Journal-American em 1949 e trabalhou lá até sua aposentadoria em 1963. Na década de 1960, Goldberg começou uma carreira de escultura, principalmente criando bustos.

## Morte
Goldberg morreu em 7 de dezembro de 1970, em Nova Iorque, aos 87 anos, devido a um câncer. Ele foi sepultado no Cemitério de 	
Mount Pleasant, no estado de Nova York.